# Bootídeos de junho
Bootídeos de junho são uma chuva de meteoros cujo radiante está localizado na constelação de Boötes.

## Observação
O fenômeno está associado ao cometa 7P/Pons-Winnecke e é visível entre os dias 22 de junho e 2 de julho. A atividade máxima ocorre no dia 27 de junho às 21h UT e o mais antigo registro de observações desse evento remonta ao ano de 1916. Embora sejam observados usualmente entre um e dois meteoros por hora, há ocasiões em que o número de eventos pode chegar a cem meteoros por hora. Esses meteoros atingem a atmosfera terrestre a uma velocidade de 18 km/s.